# Lagere school

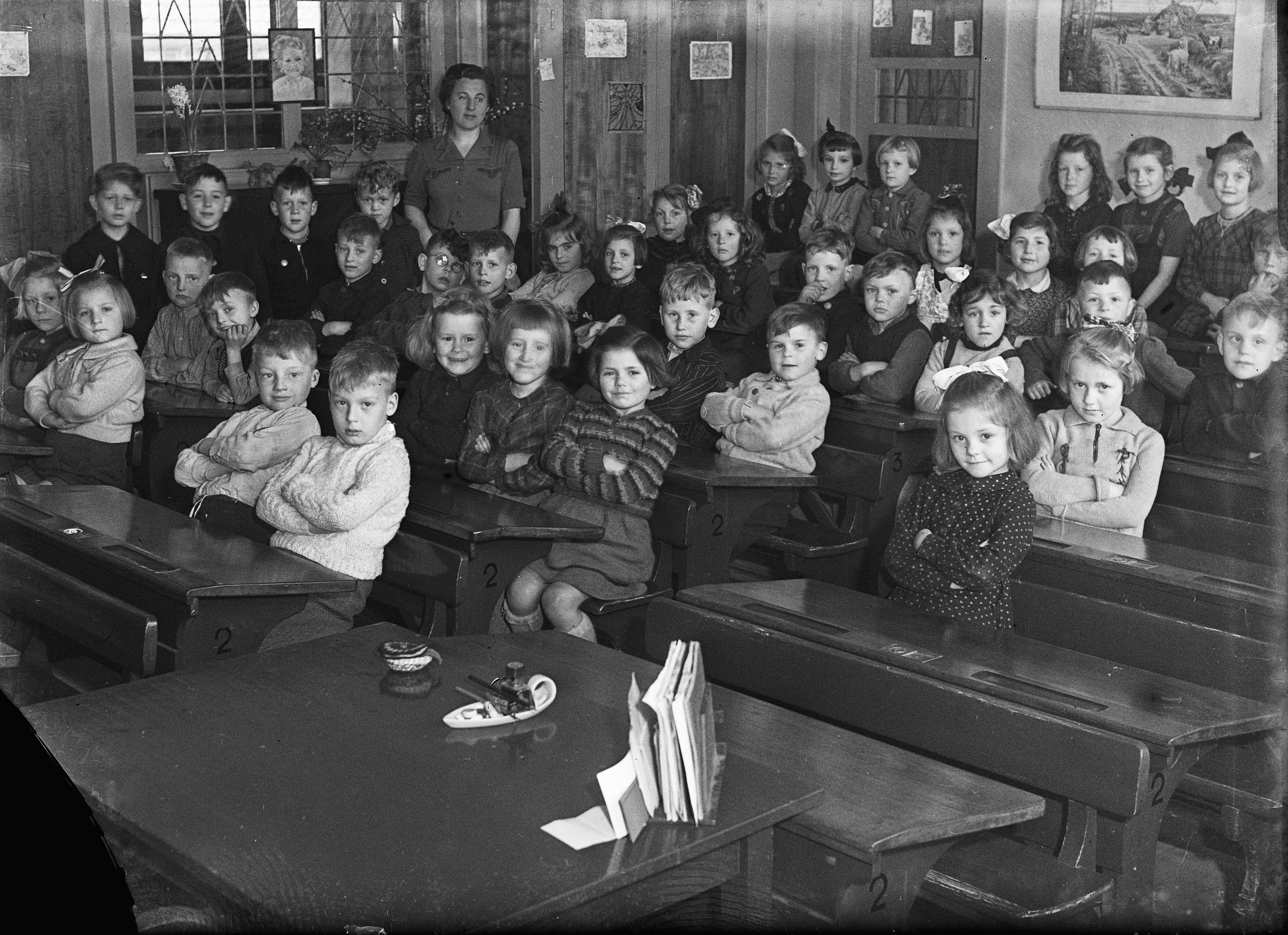
Klas met onderwijzeres, Openbare Lagere School Amersfoort (1946).

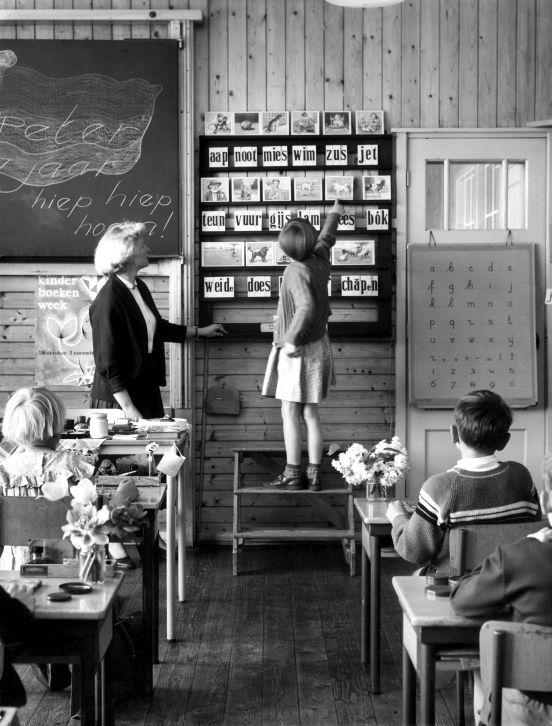
Leren lezen met Aap-Noot-Miesbord, lagere school (1968).

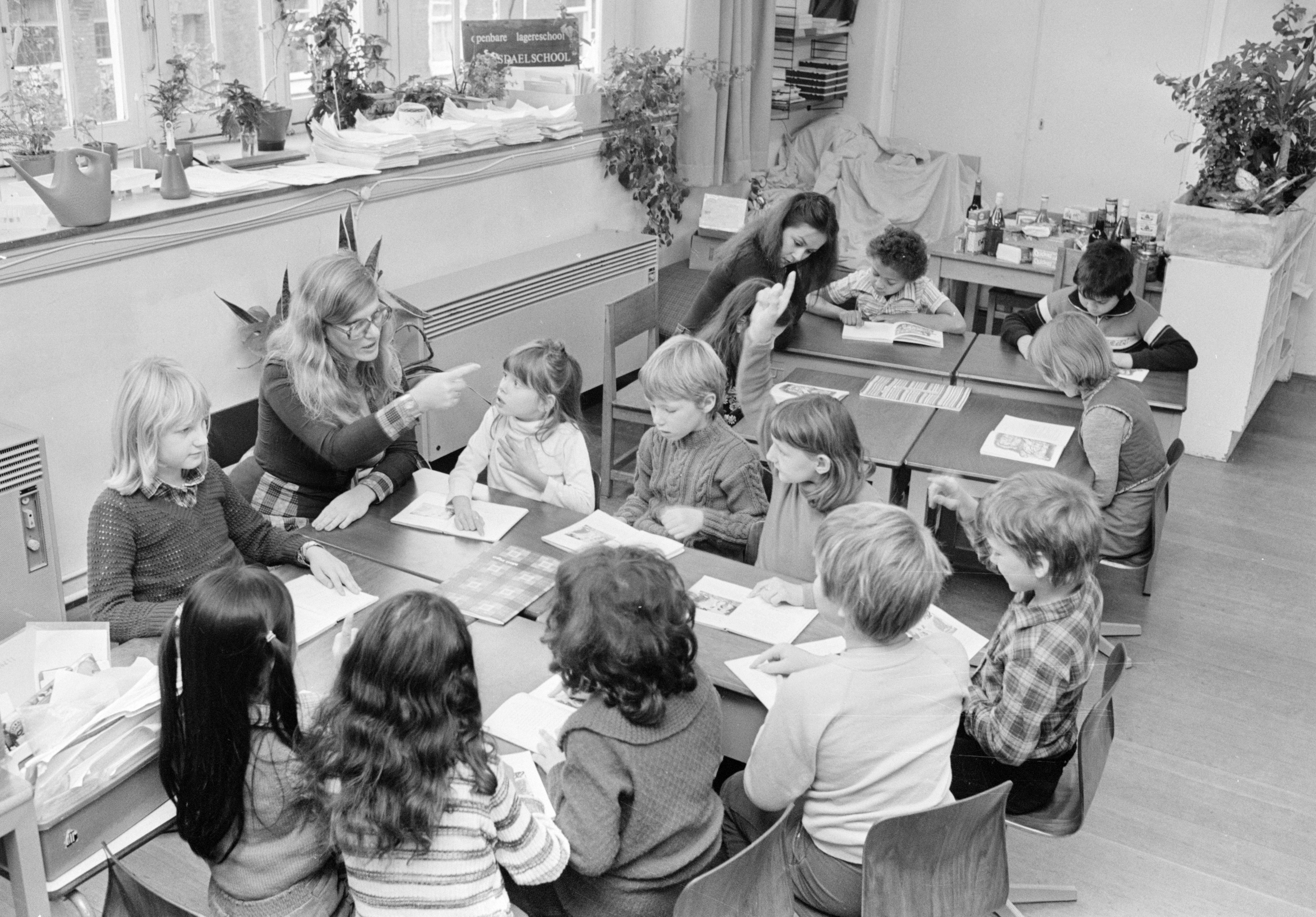
Schoolklas in 1979.

Een lagere school is een school voor primair onderwijs aan kinderen in de leeftijd van ongeveer 6 tot 12 jaar, waar de kinderen leren lezen, schrijven en rekenen en eerste stappen zetten in hun verdere algemene vorming. In veel landen is het volgen van onderwijs op deze leeftijd verplicht. Soms loopt de lagere school door tot op iets hogere leeftijd, als vervanging van of extra voorbereiding op secundair onderwijs. In België en Suriname is de lagere school een nog bestaand schooltype. In Nederland is de lagere school in 1985 opgegaan in de basisschool.

## België (Vlaamse Gemeenschap)
Voor Vlaanderen vormt de lagere school samen met de kleuterschool het basisonderwijs.

De leerplicht startte vroeger bij de aanvang van het eerste leerjaar. Sinds september 2020 is dit veranderd naar de aanvang van de derde kleuterklas (5 jaar).
- eerste leerjaar: 6-7 jaar
- tweede leerjaar: 7-8 jaar
- derde leerjaar: 8-9 jaar
- vierde leerjaar: 9-10 jaar
- vijfde leerjaar: 10-11 jaar
- zesde leerjaar: 11-12 jaar

In een oudere indeling sprak men van een eerste graad (eerste + tweede leerjaar), een tweede graad (derde + vierde leerjaar), een derde graad (vijfde + zesde leerjaar). Tot de jaren zestig bestond er ook een "vierde graad", om alzo de toenmalige leerplicht tot veertien jaar vol te maken. Leerlingen kozen dan op het einde van het zesde leerjaar voor een curriculum via een humaniora, via een technische school, of via de vierde graad. Dit mondde dan uit in directe tewerkstelling (of hulp in het huishouden). Daardoor was het niveau van de lessen eerder laag, met ook inbreng van praktische vaardigheden. De vierde graad werd vanaf de jaren dertig geleidelijk opgeheven, eventueel omgezet in een huishoudschool, na 1956 (verlenging leerplicht) werd hij volledig afgeschaft.

### Graadklas
In kleine scholen, of afzonderlijke vestigingsplaatsen van grote scholen kent men soms ook een graadklas, als er te weinig leerlingen zijn van een bepaalde leeftijd om een leerjaar in stand te houden. Hier zitten dan leerlingen van twee leerjaren samen in één klas, met één meester of juf.
Het vraagt van de leerkracht een aparte aanpak, omdat die de aandacht moet verdelen over twee groepen (differentiatie). Zo worden bijvoorbeeld de leerlingen van het derde leerjaar aan het werk gezet met rekenoefeningen, terwijl die van het vierde leerjaar Nederlandse spraakkunst krijgen. Andere activiteiten kunnen dan weer voor de twee groepen samen gegeven worden, zoals zang, lichamelijke opvoeding, creatieve vakken.
Eind vorige eeuw streefde men ernaar graadklassen zo veel mogelijk te vermijden, omdat men meende dat dit voor onderwijsgevenden en (zwakkere) leerlingen te belastend was. Door opheffing van inplantingspunten en het fuseren van scholen kreeg men dan voldoende leerlingen om elk leerjaar afzonderlijk in te richten.
Begin 21e eeuw zet men echter kanttekeningen bij deze visie, mede vanuit wetenschappelijk onderzoek, en is er een tendens om graadklassen terug op te richten. Er blijkt ook een aantal voordelen aan het systeem te zitten:
- Het blijkt namelijk dat leerlingen van graadklassen doorgaans een betere (zelfstandiger) werkhouding hebben.
- Dikwijls ontstaat er in een graadklas ook een (soms spontaan) systeem van "tutoring", waarbij oudere leerlingen de jongere helpen, bijvoorbeeld bij het niveaulezen.
- Echt zwakke leerlingen kunnen nu ook meer dan vroeger steun krijgen van interne en externe leerlingenbegeleiding, zodat het nadeel voor hen wegvalt.
- Zeer intelligente leerlingen kunnen het systeem van graadklassen gebruiken als een soort versneld curriculum, omdat zij soms de leerstof van de twee leerjaren aankunnen, en dus na één schooljaar al twee leerjaren verder staan.
- Nog een belangrijke overweging was dat door het systeem van graadklassen te behouden, men ook in kleine dorpen een volledig lager onderwijs kon blijven aanbieden, zodat de kinderen in de eigen buurt kunnen blijven, en tijdrovende verplaatsingen naar een groter onderwijscentrum kunnen vermijden.

## Nederland

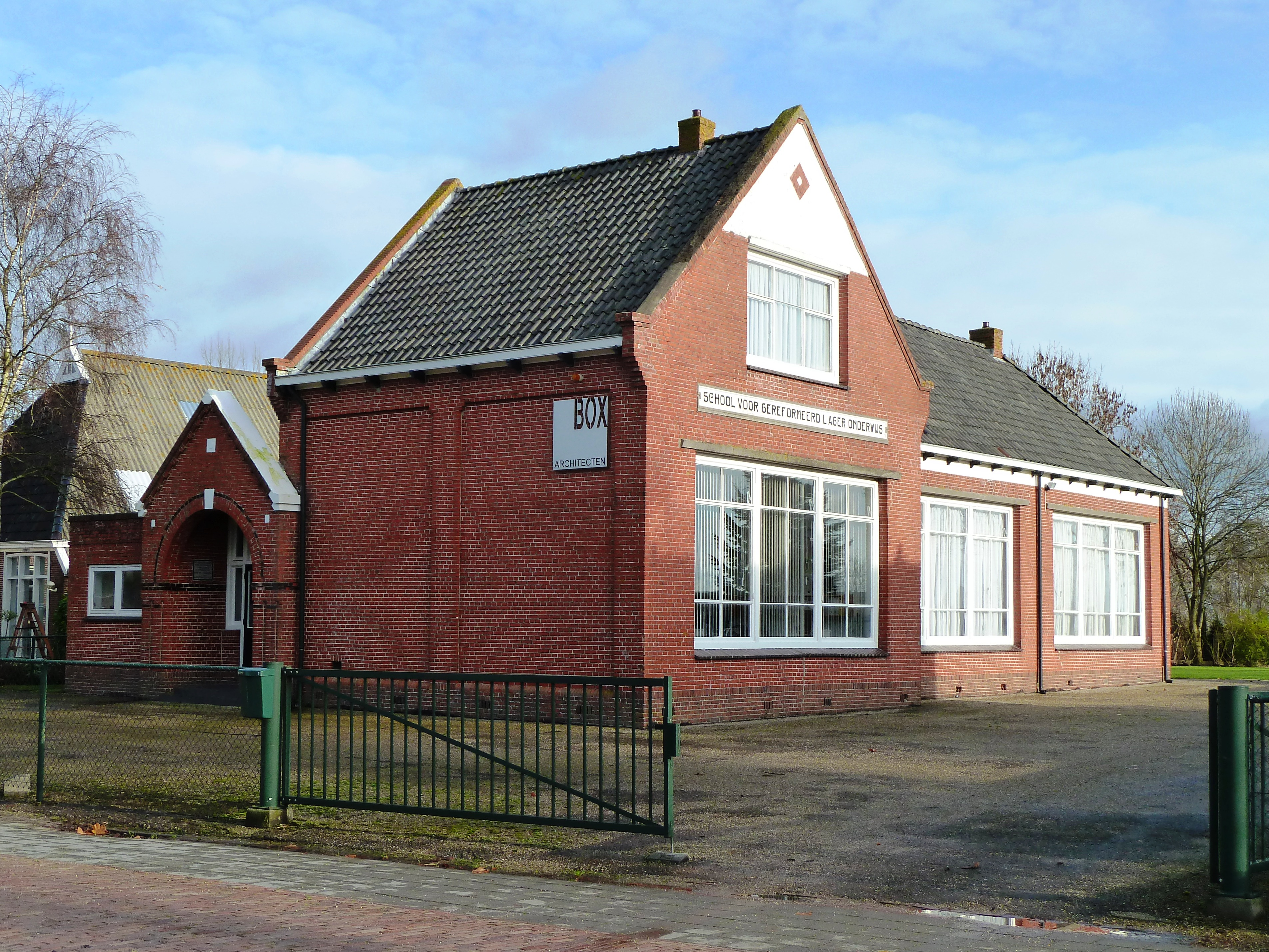
Gebouw lagere school in Burum (Friesland).

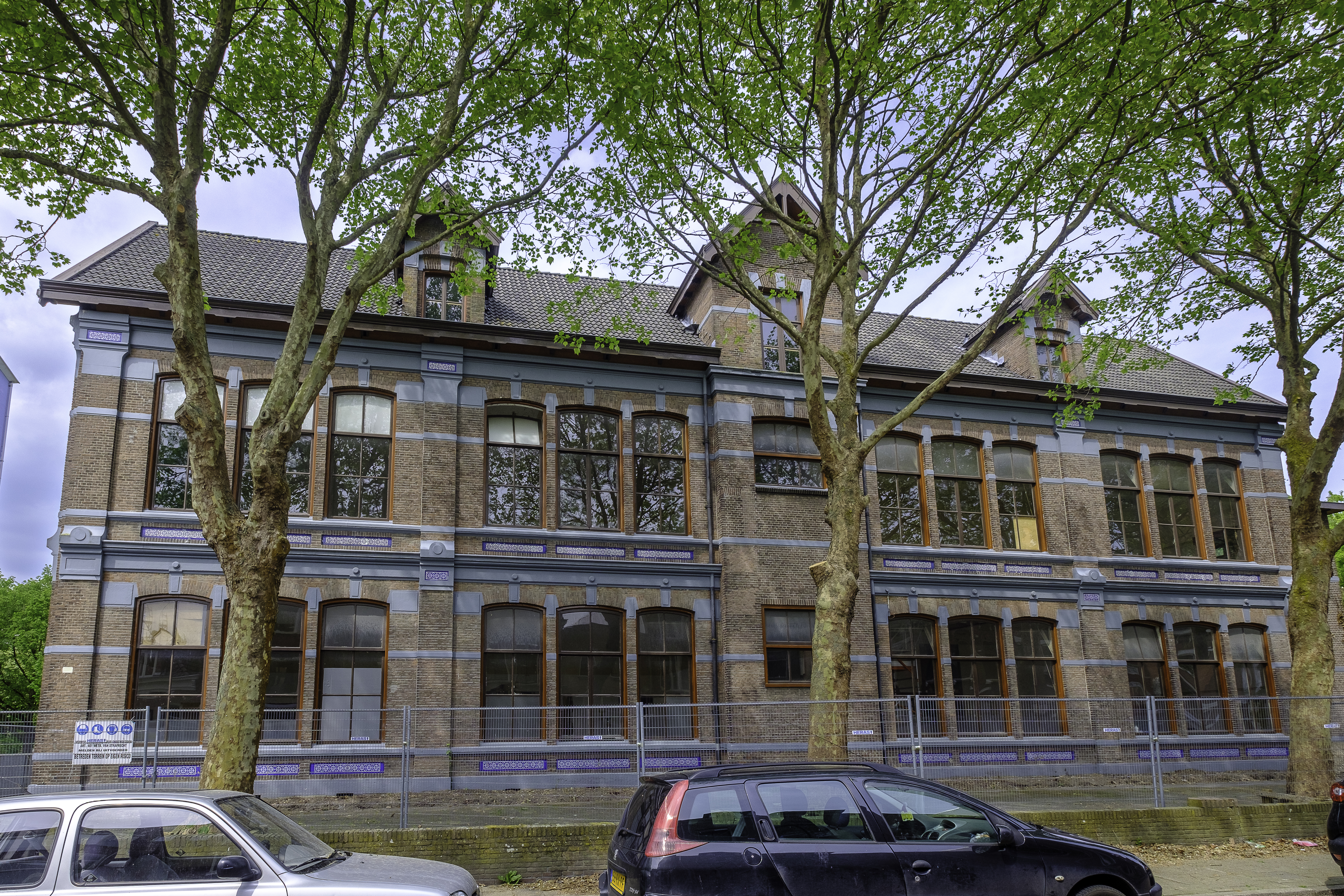
Gebouw lagere school in Groningen.

In Nederland is de lagere school samen met de kleuterschool een voorloper van de basisschool. De lagere school volgens het klassikale systeem (zie onder) bestond sinds de onderwijshervormingen in de Bataafse tijd, begin negentiende eeuw. Sinds 1901 was er met enkele uitzonderingen leerplicht, zodat bijna alle kinderen naar de lagere school gingen. In 1985 werd deze onderwijsvorm echter als begrip in de wetgeving geschrapt. De toenmalige lagere scholen fuseerden veelal met een naburige kleuterschool tot een basisschool.
De lagere school kende zes schoolklassen:
- eerste klas: voor kinderen van 6-7 jaar (komt overeen met groep 3 van de basisschool)
- tweede klas: 7-8 jaar (groep 4)
- derde klas: 8-9 jaar (groep 5)
- vierde klas: 9-10 jaar (groep 6)
- vijfde klas: 10-11 jaar (groep 7)
- zesde klas: 11-12 jaar (groep 8)

### Traditioneel klassikaal onderwijs
Het klassikaal onderwijs verliep in Nederland volgens het jaarklassensysteem. De leerlingen zaten een schooljaar lang bij dezelfde meester of juffrouw, waarvan ze in vrijwel alle vakken les kregen. Soms waren er vakleerkrachten voor gymnastiek, muziek en (voor meisjes) handwerken. Na het schooljaar gingen de leerlingen bij voldoende prestaties over naar de volgende klas. Waren de schoolresultaten te laag, dan bleef de leerling zitten. Combinatieklassen kwamen voor als er te veel of te weinig leerlingen waren om een klas te vormen. De klas werd dan aangevuld met leerlingen uit een andere jaargroep. De leerkracht moest dan aan twee of meer jaargroepen tegelijk, dus op verschillende niveaus, lesgeven. Leerlingen die tijdens hun lagereschooltijd niet goed konden meekomen, konden doorgestuurd worden naar het  buitengewoon lager onderwijs (blo).
De lessen werden gegeven in een redelijk vast patroon, meestal volgens een vaste methode. De 'hoofdvakken' waren taal, rekenen, lezen, geschiedenis en aardrijkskunde. In de jaren zestig werd maandelijks, per kwartaal of per trimester een rapport opgemaakt (dikwijls kerstrapport, paasrapport, eindrapport genoemd) dat door de ouders voor gezien ondertekend moest worden. Er stond ook een cijfer voor gedrag en voor vlijt op. 
Meestal begon een schooldag om 08:30 uur en eindigde om 15:30 uur, met een lunchpauze van 12:00 tot 13:30 uur. Daarnaast was er een pauze in de ochtend en namiddag (het zogenaamde speelkwartiertje met tijd voor kinderspel). De woensdagmiddag en zaterdagmiddag, later de hele zaterdag, waren vrij. 
De zesde klas eindigde met een schooladvies voor het voortgezet onderwijs, afgegeven door de klassenleraar, na invoering van de CITO-toets ook ondersteund door het resultaat van de CITO Eindtoets Basisonderwijs. In sommige gevallen bestond er ook een zevende en zelfs achtste klas, bedoeld om leerlingen op school te houden tijdens de leerplichtige periode. Dit was eigenlijk een verlenging van de lagere school. Een andere manier om de lagere school te verlengen was doorstroming naar het vglo (voortgezet gewoon lager onderwijs). Het ging hierbij in de meeste gevallen om leerlingen die na het lager onderwijs hun schoolperiode beëindigden en gingen werken. De meeste leerlingen echter verlieten de lagere school om verder te leren in het middelbaar onderwijs, zoals gymnasium, hbs, mms, huishoudschool, ambachtsschool, mulo of ulo, soms na een toelatingsexamen. Na de Mammoetwet waren dit: gymnasium, vwo, havo, mavo en lbo (later samen met mavo opgegaan in vmbo). Het vglo verdween als verlenging van de lagere school en werd in de Mammoetwet opgenomen in het voortgezet onderwijs als lavo. Deze onderwijsvorm verdween later met de komst van het vmbo.
Een schoolhoofd of hoofd der school en ook wel hoofdonderwijzer of bovenmeester had de dagelijkse leiding. Vaak was hij ook onderwijzer van een van de hogere klassen of klas in de bovenbouw. Na de Wet op het Basisonderwijs van 1985 werd het hoofd directeur genoemd.

### Traditioneel vernieuwingsonderwijs
In de eerste helft van de 20e eeuw werd de invloed van verschillende onderwijsvernieuwers uit binnen- en buitenland zichtbaar. Belangrijk kenmerk daarvan is de aandacht voor de individuele ontwikkeling van het kind. Er verschenen ook andere dan louter klassikale scholen. Deze andere vorm van educatie wordt nu aangeduid met de term 'traditioneel vernieuwingsonderwijs'. De bekendste vormen ervan zijn:
- Montessorionderwijs
- Daltononderwijs
- Jenaplanonderwijs
- Freinetonderwijs
- Vrijeschoolonderwijs

### Nieuwe inzichten
In de tweede helft van de 20e eeuw worden in Nederland en Vlaanderen nog meer nieuwe inzichten ontwikkeld. Deze leiden tot een meer gedifferentieerde aanpak binnen het klassikaal onderwijs. Veelvoorkomende begrippen daarbij zijn:
- Ervaringsgericht onderwijs (EGO)
- Ontwikkelingsgericht onderwijs (OGO)
- Adaptief onderwijs
- Iederwijs
- Team Op Maat (TOM)

## Afbeeldingen rapporten

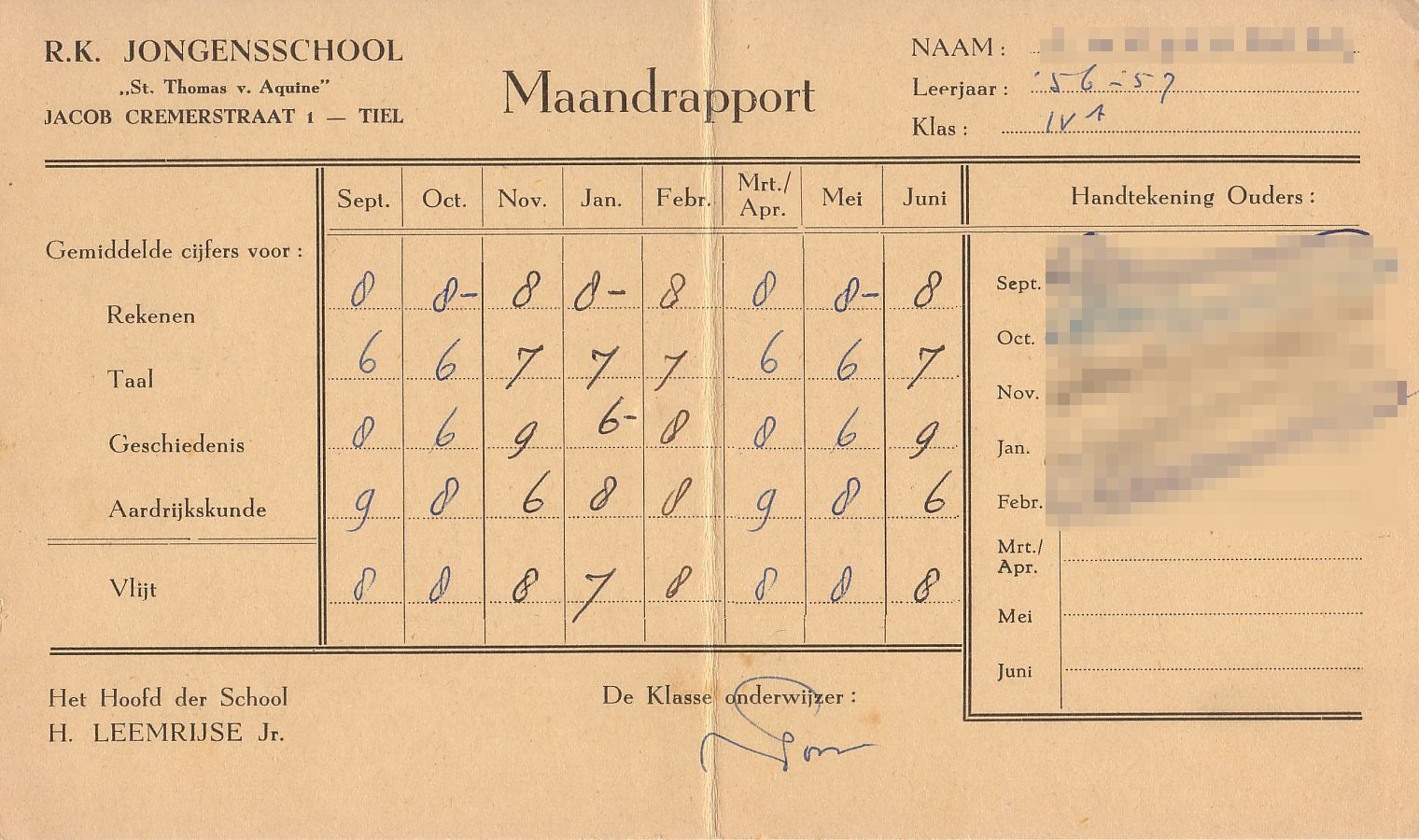
Maandrapport (4e klas/jaar, 1956-57).
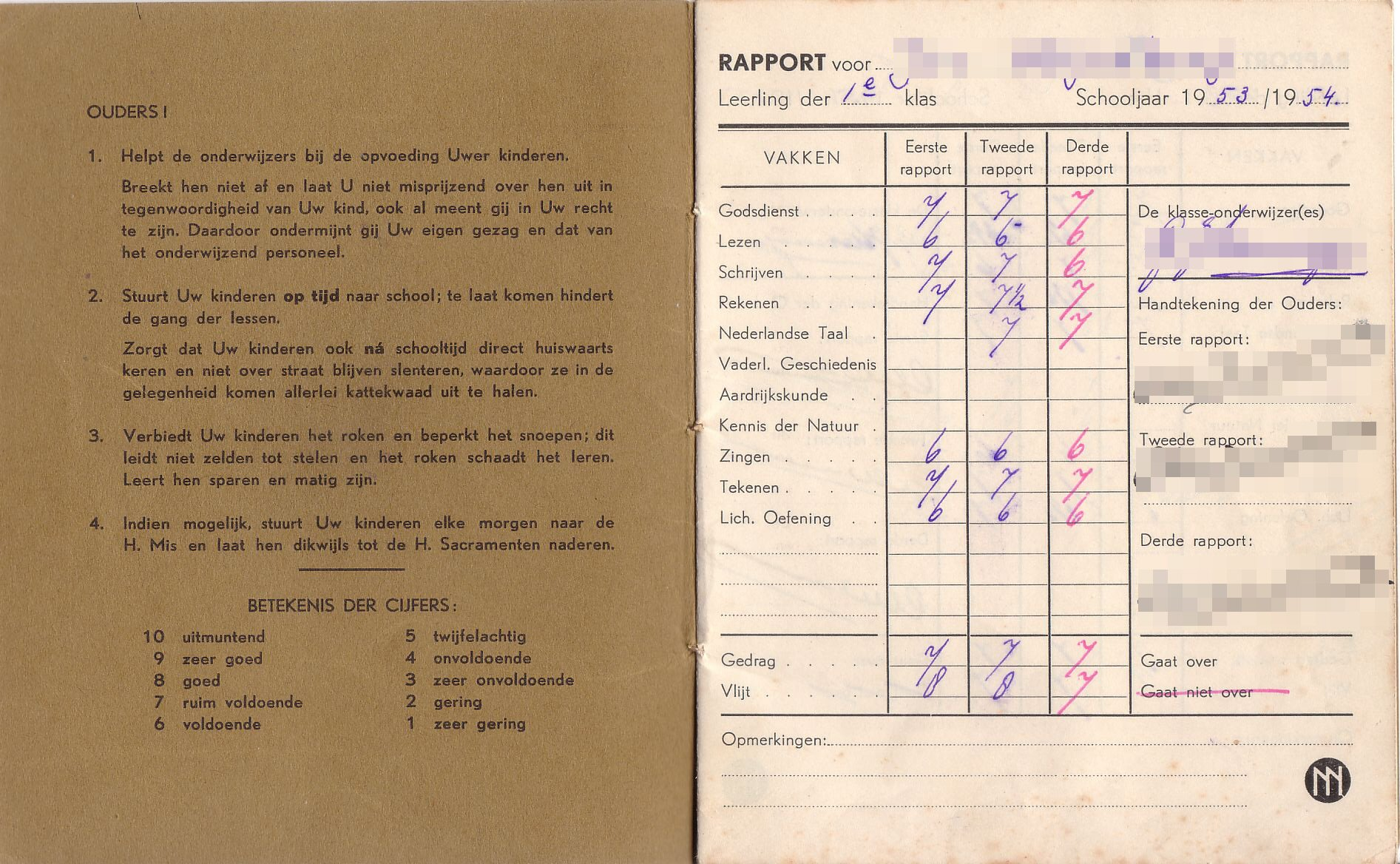
Kwartaalrapportboekje (1e klas/jaar, 1953-54).